# Littorophiloscia vittata
Littorophiloscia vittata là một loài chân đều trong họ Philosciidae. Loài này được Say miêu tả khoa học năm 1818.